# Мосетене
Мосетене — Индейский народ, проживающий на территории Боливии, восточных предгорий Анд. Иначе также известен, как мосетен и амо (от исп. «владелец»). 
На 90-е годы 20-го века, совместно с близкородственными народами чимано (чимане) и чураба, численность составила 8 тыс. человек.
Мосетене разговаривают на изолированном языке мосетен (возможно, родственном языкам пано). Являются католиками. Как и близкий по культуре народ юракаре, сохранили пережитки традиционных верований. До середины 20 века сохранялась мифология. Высоко почитаемыми божествами являлись верховное божество Дохитт и хозяин леса Опо.
В 16 в., незадолго до испанского завоевания, инки подчинили себе часть мосетене. Первые упоминания о народе относят к 1588 году. Испанцы назвали его амо, что в переводе означает «владелец». Народ являлся собственником нескольких месторождений соли, из-за чего играл немаловажную роль в торговле. Завоёван испанцами в 1666-67. В результате эпидемий оспы численность народа сократилась.
Последняя крупная эпидемия произошла в 1947-48 и унесла около 30% мосетене. Распространено ручное подсечно-огневое земледелие. К выращиваемым культура относят: сладкий маниок, кукурузу, бананы (с 16 в.), а также лук, рис и кофе (с 20 в.). Основными занятиями были охота, собирательство, рыболовство, разведение свиней и кур. Местом обитания в 17 веке были поселения, в которых жилые дома стояли по кругу, а в центре площади находился мужской дом (лакса). Строения представляли собой одно- или двускатные навесы. В настоящее время мосетене проживают в прямоугольных хижинах, построенных по образцу домов боливийцев-метисов.
Традиционной одеждой является кушма (до 20 века из тапы). У мужчин она выделяется особым орнаментированным поясом и сумочкой. Теперь же распространяется одежда креолов. В рацион питания входят: жареное мясо, кукуруза, маниок. Основной распространённой хозяйственной и социальной единицей является группа родственных малых семей.